# Поточна пастрмка
Поточна пастрмка (лат. Salmo trutta — morpha fario) брза, веома лепа слатководна риба која живи у бистрим, чистим и брзим потоцима и рекама, а припада фамилији Salmonidae.
- Латински назив: Salmo trutta — morpha fario
- Локални називи: поточна златовчица
- Максимална дужина: 85
- Максимална маса: до 15
- Време мреста: од октобра до јануара

## Опис и грађа
Поточна пастрмка има већу главу са тупом њушком и великим устима у којима су веома оштри зуби. Пераја су јој заобљена и чврста и прилично широка. Леђа су јој у зависности од станишта тамнозелена, тамносива или тамносмеђа, а понекад готово сива. Бокови су јој обично зеленкасти или жућкасти, а трбух сребрнаст, жућкаст или светлосив. Има лепо и пропорционално тело и убраја се у добре и брзе пливаче.
Поточна пастрмка се распознаје по црвеним или црним тачкицама по телу. Црвенкастих тачкица обично има нешто мање и могу бити у преливима од јаркоцрвене до светлоцрвене боје. У време мреста боје постају нешто интензивније, јаче и лепше. Она која живи у плићим водама, где је дно шљунковито, обично је светлијих боја, а ако настањује дубље воде, пећине или шпиље, скоро је црна. Младе пастрмке се од старијих разликују по боји, која им се устаљује тек после друге године. 
Поточна пастрмка која настањује исту реку може се разликовати и то у зависности од места живљења, па се догађа да се пастрмка из горњег тока реке доста разликује од оне из доњег тока исте реке. 

## Навике, станиште, распрострањеност
Поточна пастрмка живи у брзим, текућим, нарочито бистрим потоцима, са шљунковитим или пешчаним дном – типичне пастрмске воде. Скрива се под корењем дрвећа, камењем или издубљеним деловима обале. Воли хладну воду богату кисеоником.

## Размножавање
Поточна пастрмка се мрести, у зависности од климатских услова, од октобра до краја фебруара. Мужјак и женка, репом и главом, ископају јаму на одговарајућем месту — на шљунковитом дну дубоку око 20 cm у коју женка положи 500 до 3000 јајашаца икре, коју мужјак одмах оплоди. Јајашца су наранџасте боје величине око 5 mm. За око два месеца из икре ће се извалити млађ. Женка постаје полно зрела од друге до треће године.